# Aleksandr Martyniouk
Aleksandr Akimovitch Martyniouk (en russe : Алекса́ндр Аки́мович Мартыню́к ; également transcrit Alexander Martynyuk), né le 11 septembre 1945 à Moscou en URSS et mort le 16 novembre 2022, est un joueur professionnel  de hockey sur glace soviétique, puis russe.

## Carrière de joueur
Durant sa carrière professionnelle, Aleksandr Martyniouk a évolué dans le championnat d'URSS avec le HC Spartak Moscou. Il termine avec un bilan de 410 matchs et 212 buts en élite.

## Carrière internationale
Aleksandr Martyniouk a représenté l'URSS à 45 reprises (24 buts) sur une période de sept saisons entre 1968 et 1990. Il a participé à deux éditions des championnats du monde pour un bilan de deux médailles d'or.

## Trophées et honneurs personnels
URSS
- 1973 : élu sur la meilleure ligne.

## Statistiques
| Année | Équipe | Événement |    | PJ | B | A  | Pts | Pun           |  | Résultat |
| 1971  | URSS   | CM        | 9  | 4  | 4 | 8  | 2   | Médaille d'or |  |          |
| 1973  | URSS   | CM        | 10 | 12 | 4 | 16 | 2   | Médaille d'or |  |          |